# Nyctemera biformis
Nyctemera biformis är en fjärilsart som beskrevs av Paul Mabille 1878. Nyctemera biformis ingår i släktet Nyctemera och familjen björnspinnare. Inga underarter finns listade i Catalogue of Life.